# Dům Anne Frankové
Dům Anne Frankové (nizozemsky Anne Frank Huis) je muzeum v Amsterdamu věnované židovské dívce z období druhé světové války Anne Frankové.
Rodina Frankových a čtyři další osoby se v zadním domě za sídlem firmy, která původně patřila Anninu otci Ottovi Frankovi, na Prinsengracht 263 přes dva roky ukrývali před pronásledováním nacisty a deportací do koncentračního tábora. Muzeum přibližuje život Anne Frankové i dobu, ve které žila, a zaobírá se rovněž všemi formami pronásledování a diskriminace. Muzeum bylo otevřeno 3. května 1960 (tři roky po založení Nadace Anne Frankové) za pomoci veřejné sbírky. Součástí komplexu je od roku 1997 moderní dostavba k původnímu domu, takže hlavní vchod do muzea je z Westermarkt 20.

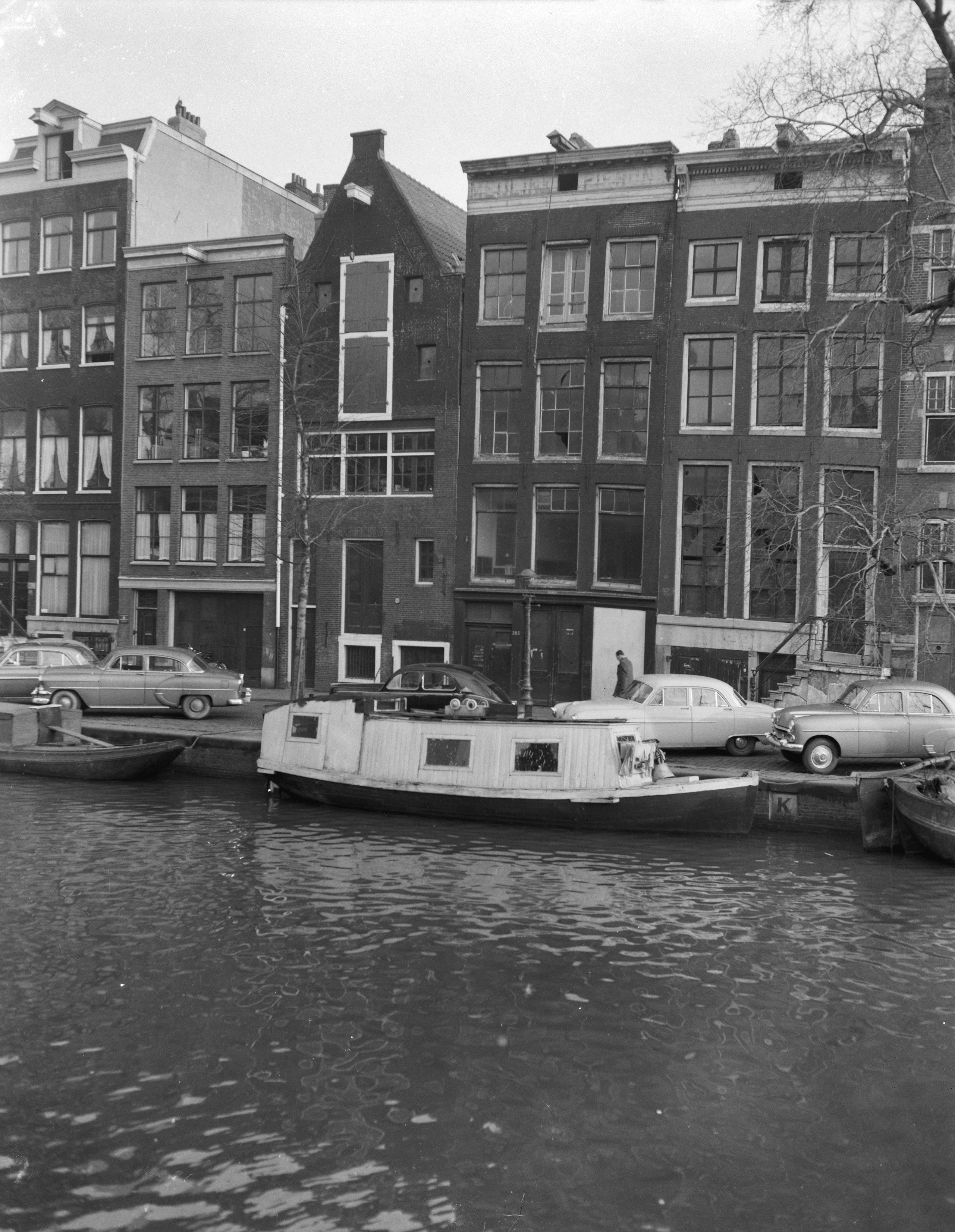
Blok domů na Prinsengracht – dům 263 ještě před proměnou na muzeum je třetí zprava (foto: Wim van Rossem / Anefo, datum: 20. března 1957).
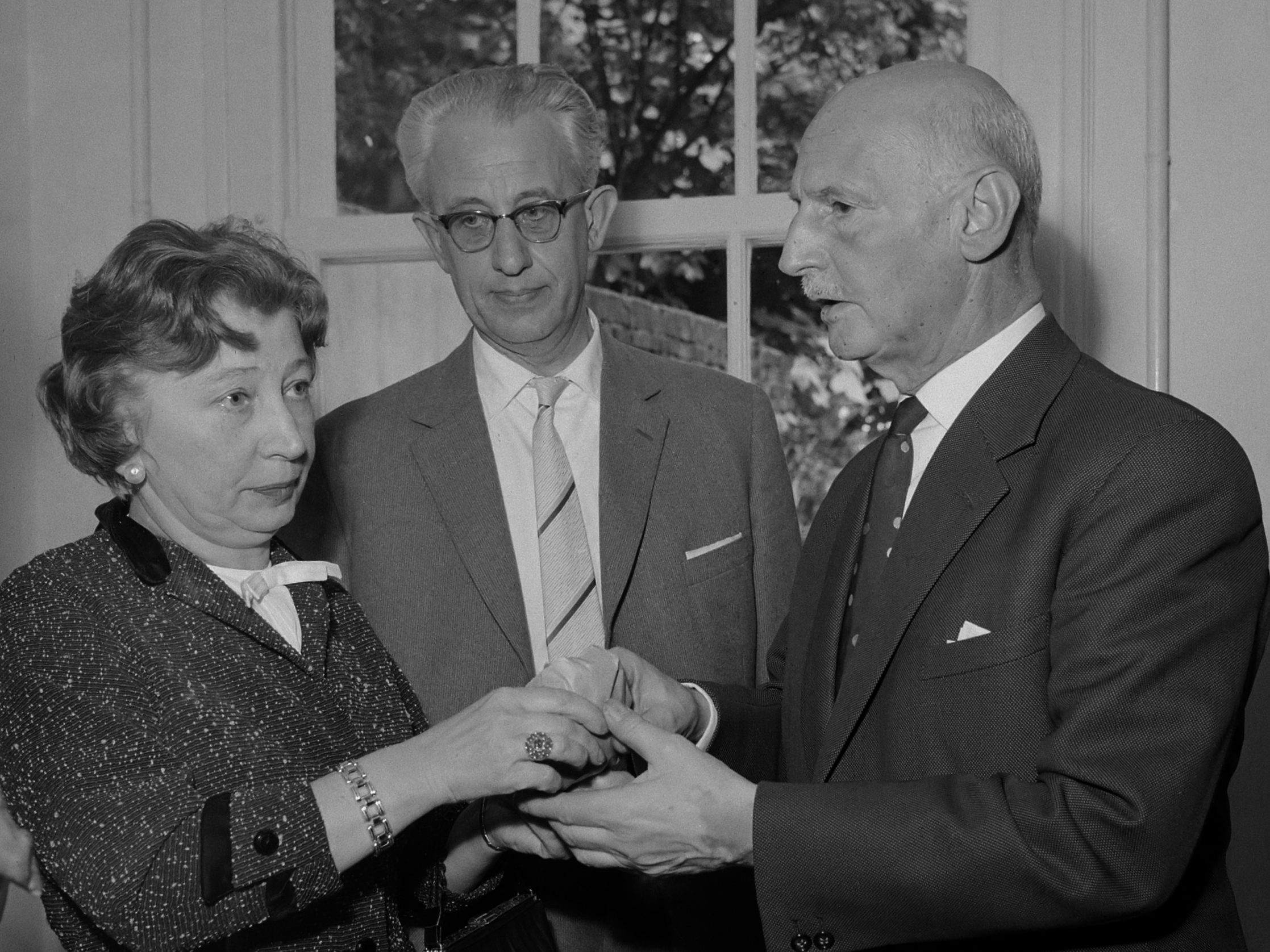
Miep Giesová, Jan Gies a Otto Frank při otevření Domu Anne Frankové (foto: Jack de Nijs / Anefo, datum: 1. května 1961).
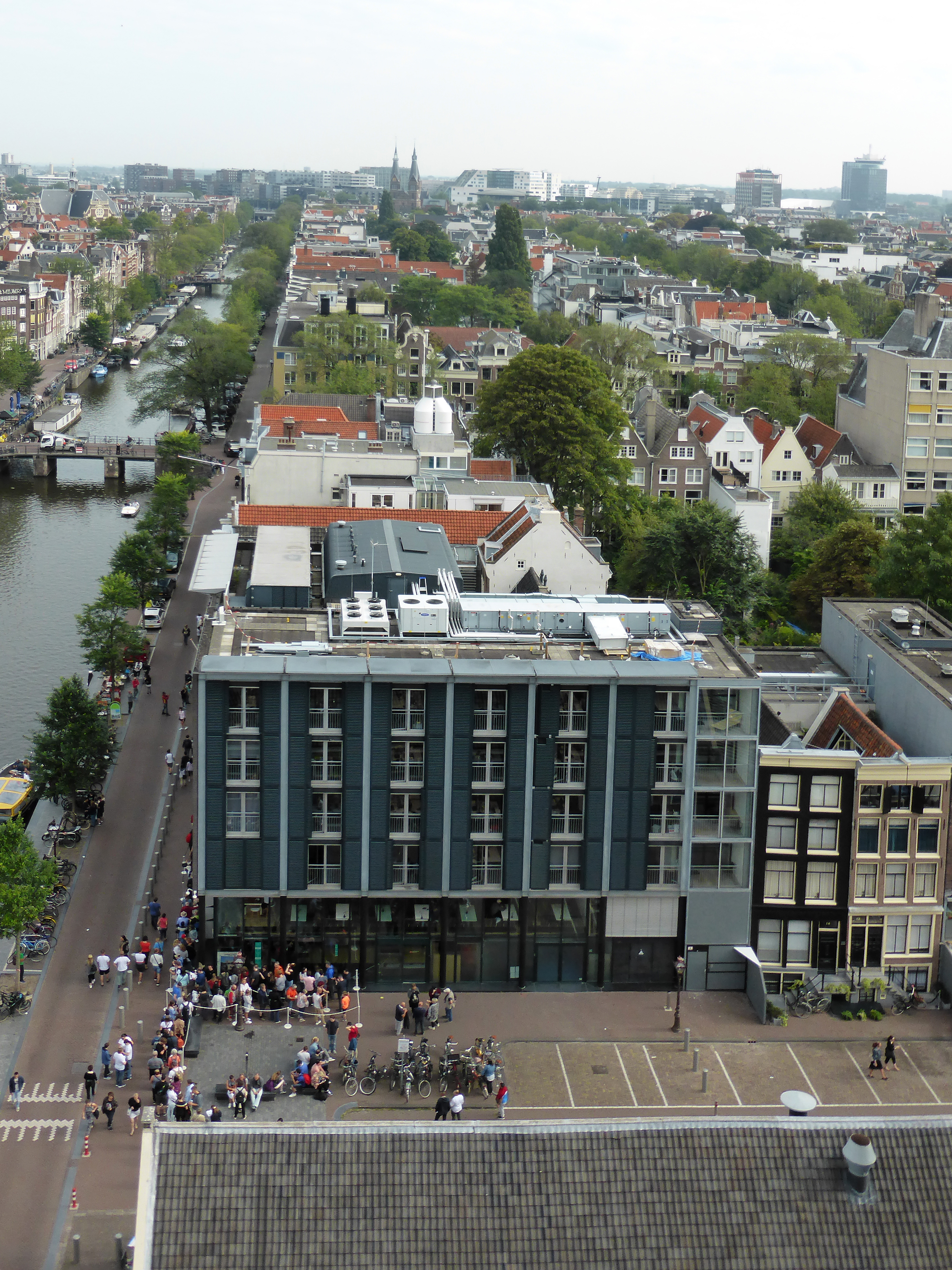
Moderní dostavba s hlavním vchodem pochází z roku 1997 a je dílem architektonické kanceláře Benthem Crouwel.